# 聖何塞比亞努埃瓦
聖何塞比亞努埃瓦（西班牙語：San José Villanueva），是薩爾瓦多的城鎮，位於該國中西部，由拉利伯塔德省負責管轄，面積32.52平方公里，海拔高度552米，2007年人口13,576，人口密度每平方公里382.21人。
13°35′N 89°16′W / 13.583°N 89.267°W